# Microcreagris atlantica
Microcreagris atlantica är en spindeldjursart som beskrevs av Chamberlin 1930. Microcreagris atlantica ingår i släktet Microcreagris och familjen helplåtklokrypare. Inga underarter finns listade i Catalogue of Life.